# Carinastele
Carinastele is een geslacht van weekdieren uit de klasse van de Gastropoda (slakken).

## Soorten
- Carinastele coronata B. A. Marshall, 1988
- Carinastele jugosa B. A. Marshall, 1988
- Carinastele kristelleae B. A. Marshall, 1988
- Carinastele niceterium (Hedley & May, 1908)
- Carinastele wareni Vilvens, 2014